# Condor Flugdienst
Condor Flugdienst GmbH, generalmente abreviada como Condor, es una aerolínea alemana con sede en Fráncfort. Opera vuelos programados a destinos vacacionales en el Mediterráneo, Asia, África, América del Norte y el Caribe. Su base principal es aeropuerto de Fráncfort desde donde salen la mayoría de los vuelos de largo recorrido; sus bases secundarias para vuelos mediterráneos son los aeropuertos de Múnich, que también cuenta vuelos de largo alcance, Hamburgo, Düsseldorf, Stuttgart, y Leipzig/Halle.
Tras la bancarrota de airberlin, Condor pasó a ser la segunda mayor aerolínea comercial de Alemania basado en el tamaño de la flota y de pasajeros transportados. Tiene su salón de espera VIP en el aeropuerto de Fráncfort. Usa tanto el programa Alaska Mileage Plancomo Emirates Skywards.
Condor fue parte del Grupo Británico Thomas Cook, que había entrado en quiebra desde septiembre de 2019. Después de que la inicialmente planificada venta a la Polska Grupa Lotnicza (LOT) fracasó en abril de 2020, su futuro no estuvo claro hasta mayo de 2021 donde se anunció que la empresa Attestor adquirió el 51% de la aerolínea.

## Flota

### Flota actual
| Aeronaves       | En servicio | Pedidos | Pasajeros                                        | Pasajeros                                        | Pasajeros                                        | Pasajeros                                        | Matrículas                                       | Antigüedad                                       |
| Aeronaves       | En servicio | Pedidos | C                                                | W                                                | Y                                                | Total                                            | Matrículas                                       | Antigüedad                                       |
| --------------- | ----------- | ------- | ------------------------------------------------ | ------------------------------------------------ | ------------------------------------------------ | ------------------------------------------------ | ------------------------------------------------ | ------------------------------------------------ |
| Airbus A320-200 | 9           | 1       | —                                                | —                                                | 180                                              | 180                                              | D-AICA                                           | 27 años                                          |
| Airbus A320-200 | 9           | 1       | —                                                | —                                                | 180                                              | 180                                              | D-AICG                                           | 26 años                                          |
| Airbus A320-200 | 9           | 1       | —                                                | —                                                | 180                                              | 180                                              | D-AICH                                           | 25,9 años                                        |
| Airbus A320-200 | 9           | 1       | —                                                | —                                                | 180                                              | 180                                              | D-AICI                                           | 24,1 años                                        |
| Airbus A320-200 | 9           | 1       | —                                                | —                                                | 180                                              | 180                                              | D-ATCH                                           | 23,9 años                                        |
| Airbus A320-200 | 9           | 1       | —                                                | —                                                | 180                                              | 180                                              | D-AICP                                           | 21,2 años                                        |
| Airbus A320-200 | 9           | 1       | —                                                | —                                                | 180                                              | 180                                              | D-AICU                                           | 16 años                                          |
| Airbus A320-200 | 9           | 1       | —                                                | —                                                | 180                                              | 180                                              | D-AICR                                           | 14,3 años                                        |
| Airbus A320-200 | 9           | 1       | —                                                | —                                                | 180                                              | 180                                              | D-AICS                                           | 14,2 años                                        |
| Airbus A320-200 | 9           | 1       | —                                                | —                                                | 180                                              | 180                                              | D-AICT                                           | 11,6 años                                        |
| Airbus A320neo  | 2           | 13      | —                                                | —                                                | 180                                              | 180                                              | D-ANCZ                                           | 0,8 años                                         |
| Airbus A320neo  | 2           | 13      | —                                                | —                                                | 180                                              | 180                                              | D-ANCY                                           | 0,1 años                                         |
| Airbus A321-200 | 13          | —       | —                                                | —                                                | 220                                              | 220                                              | D-ATCA                                           | 14,6 años                                        |
| Airbus A321-200 | 13          | —       | —                                                | —                                                | 215                                              | 215                                              | D-ATCF                                           | 11,2 años                                        |
| Airbus A321-200 | 13          | —       | —                                                | —                                                | 220                                              | 220                                              | D-AIAC                                           | 10,9 años                                        |
| Airbus A321-200 | 13          | —       | —                                                | —                                                | 215                                              | 215                                              | D-ATCG                                           | 10,9 años                                        |
| Airbus A321-200 | 13          | —       | —                                                | —                                                | 220                                              | 220                                              | D-AIAD                                           | 10,8 años                                        |
| Airbus A321-200 | 13          | —       | —                                                | —                                                | 220                                              | 220                                              | D-AIAS                                           | 10,7 años                                        |
| Airbus A321-200 | 13          | —       | —                                                | —                                                | 220                                              | 220                                              | D-ATCB                                           | 10 años                                          |
| Airbus A321-200 | 13          | —       | —                                                | —                                                | 220                                              | 220                                              | D-AIAF                                           | 9,9 años                                         |
| Airbus A321-200 | 13          | —       | —                                                | —                                                | 212                                              | 212                                              | D-ATCC                                           | 9,9 años                                         |
| Airbus A321-200 | 13          | —       | —                                                | —                                                | 220                                              | 220                                              | D-AIAB                                           | 9,7 años                                         |
| Airbus A321-200 | 13          | —       | —                                                | —                                                | 220                                              | 220                                              | D-AIAG                                           | 9,7 años                                         |
| Airbus A321-200 | 13          | —       | —                                                | —                                                | 220                                              | 220                                              | D-AIAA                                           | 9,3 años                                         |
| Airbus A321-200 | 13          | —       | —                                                | —                                                | 220                                              | 220                                              | D-AIAI                                           | 8,7 años                                         |
| Airbus A321neo  | 6           | 26      | —                                                | —                                                | 233                                              | 233                                              | D-ANMZ                                           | 0,6 años                                         |
| Airbus A321neo  | 6           | 26      | —                                                | —                                                | 233                                              | 233                                              | D-ANLA                                           | 0,5 años                                         |
| Airbus A321neo  | 6           | 26      | —                                                | —                                                | 233                                              | 233                                              | D-ANMX                                           | 0,4 años                                         |
| Airbus A321neo  | 6           | 26      | —                                                | —                                                | 233                                              | 233                                              | D-ANMY                                           | 0,4 años                                         |
| Airbus A321neo  | 6           | 26      | —                                                | —                                                | 233                                              | 233                                              | D-ANMW                                           | 0,3 años                                         |
| Airbus A321neo  | 6           | 26      | —                                                | —                                                | 233                                              | 233                                              | D-ANLB                                           | 0,3 años                                         |
| Airbus A330neo  | 18          | 11      | 30                                               | 64                                               | 216                                              | 310                                              | D-ANRB                                           | 4,9 años                                         |
| Airbus A330neo  | 18          | 11      | 30                                               | 64                                               | 216                                              | 310                                              | D-ANRC                                           | 4,6 años                                         |
| Airbus A330neo  | 18          | 11      | 30                                               | 64                                               | 216                                              | 310                                              | D-ANRA                                           | 2,1 años                                         |
| Airbus A330neo  | 18          | 11      | 30                                               | 64                                               | 216                                              | 310                                              | D-ANRH                                           | 2,1 años                                         |
| Airbus A330neo  | 18          | 11      | 30                                               | 64                                               | 216                                              | 310                                              | D-ANRI                                           | 2 años                                           |
| Airbus A330neo  | 18          | 11      | 30                                               | 64                                               | 216                                              | 310                                              | D-ANRE                                           | 1,9 años                                         |
| Airbus A330neo  | 18          | 11      | 30                                               | 64                                               | 216                                              | 310                                              | D-ANRJ                                           | 1,8 años                                         |
| Airbus A330neo  | 18          | 11      | 30                                               | 64                                               | 216                                              | 310                                              | D-ANRD                                           | 1,7 años                                         |
| Airbus A330neo  | 18          | 11      | 30                                               | 64                                               | 216                                              | 310                                              | D-ANRK                                           | 1,6 años                                         |
| Airbus A330neo  | 18          | 11      | 30                                               | 64                                               | 216                                              | 310                                              | D-ANRL                                           | 1,5 años                                         |
| Airbus A330neo  | 18          | 11      | 30                                               | 64                                               | 216                                              | 310                                              | D-ANRF                                           | 1,3 años                                         |
| Airbus A330neo  | 18          | 11      | 30                                               | 64                                               | 216                                              | 310                                              | D-ANRM                                           | 1,2 años                                         |
| Airbus A330neo  | 18          | 11      | 30                                               | 64                                               | 216                                              | 310                                              | D-ANRT                                           | 1,1 años                                         |
| Airbus A330neo  | 18          | 11      | 30                                               | 64                                               | 216                                              | 310                                              | D-ANRG                                           | 1 años                                           |
| Airbus A330neo  | 18          | 11      | 30                                               | 64                                               | 216                                              | 310                                              | D-ANRN                                           | 0,9 años                                         |
| Airbus A330neo  | 18          | 11      | 30                                               | 64                                               | 216                                              | 310                                              | D-ANRO                                           | 0,8 años                                         |
| Airbus A330neo  | 18          | 11      | 30                                               | 64                                               | 216                                              | 310                                              | D-ANRP                                           | 0,7 años                                         |
| Airbus A330neo  | 18          | 11      | 30                                               | 64                                               | 216                                              | 310                                              | D-ANRQ                                           | 0,1 años                                         |
| Boeing 757-300  | 8           | —       | —                                                | —                                                | 275                                              | 275                                              | D-ABOG                                           | 25,9 años                                        |
| Boeing 757-300  | 8           | —       | —                                                | —                                                | 275                                              | 275                                              | D-ABOH                                           | 25,8 años                                        |
| Boeing 757-300  | 8           | —       | —                                                | —                                                | 275                                              | 275                                              | D-ABOI                                           | 24,9 años                                        |
| Boeing 757-300  | 8           | —       | —                                                | —                                                | 275                                              | 275                                              | D-ABOJ                                           | 24,9 años                                        |
| Boeing 757-300  | 8           | —       | —                                                | —                                                | 275                                              | 275                                              | D-ABOK                                           | 24,9 años                                        |
| Boeing 757-300  | 8           | —       | —                                                | —                                                | 275                                              | 275                                              | D-ABOL                                           | 24,7 años                                        |
| Boeing 757-300  | 8           | —       | —                                                | —                                                | 275                                              | 275                                              | D-ABOM                                           | 24,7 años                                        |
| Boeing 757-300  | 8           | —       | —                                                | —                                                | 275                                              | 275                                              | D-ABON                                           | 24,6 años                                        |
| Total           | 56          | 43      | Edad media de la flota (enero de 2025): 11 años. | Edad media de la flota (enero de 2025): 11 años. | Edad media de la flota (enero de 2025): 11 años. | Edad media de la flota (enero de 2025): 11 años. | Edad media de la flota (enero de 2025): 11 años. | Edad media de la flota (enero de 2025): 11 años. |

### Flota histórica
| Aeronaves                 | Total | Introducido | Retirado | Matrículas |
| ------------------------- | ----- | ----------- | -------- | --- |
| Airbus A300               | 8     | 1979        | 1988     | D-AHLZ, D-AIBB, D-AIBC, D-AIBD, D-AIBF, D-AITA, D-AITB y D-AHLK |
| Airbus A310               | 6     | 1985        | 1994     | D-AICF, D-AICM, D-AICN, D-AICP, D-AIDA y D-AIDC |
| Airbus A319-100           | 1     | 2018        | 2018     | LY-VET |
| Boeing 707                | 8     | 1967        | 1984     | D-ABOC, D-ABOF, D-ABOV, D-ABUF, D-ABUG, D-ABUL, D-ABUM y D-ABUJ |
| Boeing 727-100            | 8     | 1965        | 1982     | D-ABIK, D-ABIL, D-ABIM, D-ABIN, D-ABIP, D-ABIQ, D-ABIR y D-AHLR |
| Boeing 727-200            | 8     | 1973        | 1989     | D-ABMI, D-ABNI, D-ABPI, D-ABTI, D-ABVI, D-ABWI, D-ABKK y D-ABKL |
| Boeing 737-100            | 3     | 1969        | 1971     | D-ABEK, D-ABEL y D-ABEM |
| Boeing 737-200            | 4     | 1981        | 1988     | D-ABFT, D-ABHD, D-ABHT y D-ABHX |
| Boeing 737-300            | 11    | 1987        | 2018     | D-ABWA, D-ABWB, D-ABWC, D-ABWD, D-ABWE, D-AGEC, D-AGED, D-ABWF, D-ABWH, LZ-BVL y LZ-BVM                                                                                                 |
| Boeing 737-400            | 1     | 2018        | 2018     | LY-GTW |
| Boeing 737-700            | 2     | 1998        | 1999     | D-AGEV y D-AGES |
| Boeing 747-200            | 3     | 1971        | 1980     | D-ABYF, D-ABYH y D-ABYR |
| Boeing 747-400            | 1     | 1993        | 1996     | D-ABTD |
| Boeing 757-200            | 20    | 1990        | 2006     | D-ABNA, D-ABNB, D-ABNC, D-ABND, D-ABNE, D-ABNF, D-ABNH, D-ABNI, D-ABNK, D-ABNL, D-ABNM, D-ABNN, D-ABNO, D-ABNP, D-ABNR, D-ABNS, D-ABNT, D-ABNX, D-ABNY y D-ABNZ                         |
| Boeing 767-300ER          | 23    | 1991        | 2024     | D-ABUX, D-ABUM, D-ABUY, D-ABUZ, D-ABUL, D-ABUD, D-ABUE, D-ABUF, D-ABUH, D-ABUB, D-ABUI, D-ABUA, D-ABUC, G-DAJC, N351AX, OO-CTQ, D-ABUT, D-ABUO, D-ABUV, D-ABUK, D-ABUP, D-ABUW y D-ABUS |
| Douglas DC-8              | 1     | 1985        | 1986     | D-ADUC |
| Fokker F27 Friendship     | 2     | 1965        | 1968     | D-BARI y D-BARO |
| Hawker Siddeley HS.125    | 1     | 1971        | 1991     | D-CFCF |
| Lockheed L-1649 Starliner | 2     | 1960        | 1962     | D-ALER y D-ALOL |
| McDonnell Douglas DC-10   | 5     | 1979        | 1999     | D-ADPO, D-ADQO, D-ADLO, D-ADJO y D-ADSO |
| Vickers Viking            | 3     | 1961        | 1964     | D-BORA, D-BARI y D-BONE |
| Vickers Viscount          | 4     | 1961        | 1969     | D-ANUN, D-ANOL, D-ANIP y D-ANUR |

## Destinos
Condor Flugdienst ofrece vuelos a varios destinos en África, América del Norte, Asia Europa y el Caribe, a mayo de 2023.